# 加茂町 (徳島県三好郡)
加茂町（かもちょう）は、徳島県三好郡にあった町。現在の東みよし町加茂にあたる。本項では町制前の名称である加茂村（かもそん）についても述べる。

## 地理
- 河川 ： 吉野川、加茂谷川

## 歴史
- 1889年（明治22年）10月1日 - 町村制の施行により、近世以来の加茂村が単独で自治体を形成。
- 1951年（昭和26年）11月3日 - 加茂村が町制施行して加茂町となる。
- 1959年（昭和34年）3月31日 - 三庄村と合併して三加茂町が発足。同日加茂町廃止。

## 交通

### 鉄道路線
- 日本国有鉄道
  - 徳島本線（現・徳島線）
    - 阿波加茂駅

### 道路
- 国道192号